# Digital Visual Interface
Digital Visual Interface (DVI) – standard złącza pomiędzy kartą graficzną a monitorem komputera. Pojawił się w komputerach w 1999 roku.
Standard Digital Visual Interface został zaprojektowany przez grupę Digital Display Working Group (DDWG). Do grupy lobbującej za DVI można zaliczyć wiele firm związanych początkowo z DFP. Mimo że DVI nie zostało zaakceptowane jako standard przez VESA, ma ono bardzo dobrą perspektywę na przyszłość, ponieważ protokołem przesyłu danych cyfrowych jest również TMDS (PanelLink). W porównaniu z P&D i DFP, które posiadają tylko jeden kanał przesyłowy, DVI zawiera również drugi, co podwaja maksymalne pasmo przenoszenia (pixel rate). Pozwala to na osiągnięcie rozdzielczości ponad 1280x1024 pikseli. Inną zaletą DVI jest fakt, że może być również przenoszony sygnał analogowy. Dzięki temu, w razie potrzeby, mogą być podłączone również starsze monitory CRT.

Rodzaje żeńskich złączy DVI

Złącze DVI występuje w 3 wariantach:
- DVI-I – przesyła zarówno dane cyfrowe, jak i analogowe. Po zastosowaniu właściwej przejściówki można je połączyć ze zwykłym złączem D-Sub karty graficznej.
- DVI-D – przesyła tylko dane cyfrowe. Niektóre karty graficzne posiadają możliwość przełączenia się w tryb HDMI, używając złącza DVI, co pozwala na przesyłanie dźwięku. Nie jest to jednak zgodne ze standardem i wymaga zastosowania przejściówki DVI –> HDMI[2].
- DVI-A – przesyła tylko dane analogowe.

## Specyfikacja

### Tryb cyfrowy
- Minimalna częstotliwość zegara: 21,76 MHz.
- Maksymalna przepustowość w trybie pojedynczego kanału, osiągana przy częstotliwości zegara 165 MHz: 3,7 Gbit/s.
- Maksymalna przepustowość w trybie podwójnego kanału (ograniczona przez jakość kabla): ponad 7,4 Gbit/s.
- Liczba pikseli w jednym cyklu zegarowym: 1 (pojedynczy kanał) lub 2 (podwójny kanał).
- Liczba bitów przypadających na piksel: 24.

- Przykładowe rozdzielczości pracy (pojedynczy kanał):
  - HDTV (1920×1080) @ 60 Hz przy wygaszaniu CVT-RB (131 MHz).
  - UXGA (1600×1200) @ 60 Hz przy wygaszaniu GTF (161 MHz).
  - WUXGA (1920×1200) @ 60 Hz (154 MHz).
  - SXGA (1280×1024) @ 85 Hz przy wygaszaniu GTF (159 MHz).
- Przykładowe rozdzielczości pracy (podwójny kanał):
  - QXGA (2048×1536) @ 75 Hz przy wygaszaniu GTF (2×170 MHz).
  - HDTV (1920×1080) @ 85 Hz przy wygaszaniu GTF (2×126 MHz).
  - WQXGA (2560×1600)@ 60 Hz przy wygaszaniu GTF (2x174 MHz) (30" LCD Dell, Apple, Samsung, HP, Quinux).
  - WQUXGA (3840×2400) @ 33 Hz przy wygaszaniu GTF (2x159 MHz).

GTF (Generalized Timing Formula) jest standardem VESA. Może być w prosty sposób wyznaczone przy pomocy linuksowego narzędzia gtf.

### Tryb analogowy
- pasmo RGB: 400 MHz przy -3 dB

## Porównanie z HDMI
W formacie cyfrowym (DVI-D Single Link oraz DVI-I Single Link) wyjście jest zgodne z HDMI, dlatego wystarczy prosty i relatywnie tani adapter dopasowujący typ wtyczek. W formacie cyfrowym obsługującym wyższe rozdzielczości (DVI-D Dual Link oraz DVI-I Dual Link) wyjście nie jest zgodne z sygnałami HDMI i wymaga dodatkowego układu konwertującego sygnał HDMI na dwa kanały DVI-D Dual Link lub DVI-I Dual Link. 
Zaletą formatu w wersji DVI-I jest obsługa analogowego i cyfrowego obrazu poprzez tę samą wtyczkę, co pozwala na kompatybilność ze starszymi monitorami obsługującymi tylko VGA i nowszymi, nawet obsługującymi HDMI. Niektóre monitory i TV mogą obsługiwać HDMI tylko w wersji z protokołem HDCP, z tego powodu należy upewnić się czy karta graficzna obsługuje HDCP dla takiego urządzenia. Występują także następujące różnice między HDMI a DVI-I:
- Brak obsługi analogowego sygnału graficznego przez HDMI
- DVI obsługuje tylko przestrzeń kolorów RGB, podczas gdy HDMI także YCbCr 4:4:4 i YCbCr 4:2:2 (aczkolwiek zasadniczo nie wykorzystywane w typowej grafice komputerowej).
- HDMI obsługuje także przesył dźwięku w formacie cyfrowym (zdarzały się jednak karty graficzne wysyłające dźwięk przez DVI i wyposażone w adapter DVI-HDMI. Na przykład karty z rodziny AMD Radeon HD 4xxx).
- HDMI rozróżnia stare wyświetlacze DVI oraz wyświetlacze HDMI poprzez czytanie danych EDID.
- HDMI w wersji 1.4 pozwala na przesyłanie innych danych np. może służyć jako kanał Ethernetu[3].